# José de la Cruz Mena
José de la Cruz Mena Ruiz (n. León; 3 de mayo de 1874 - f. íb.; 22 de septiembre de 1907) fue compositor, músico y director de orquesta nicaragüense, reconocido como el músico clásico que más asimiló la influencia de los grandes maestros austríacos del vals dándole un toque personal en la composición de obras musicales abordando temas autóctonos.
Fue el principal representante armónico de la cultura leonesa de fines del siglo XIX y principios del XX y es llamado "El Divino Leproso" porque murió luego de padecer lepra.

## Biografía
José de la Cruz Mena nació en la ciudad de León, el 3 de mayo de 1874, fue hijo de don Yanuario Mena y doña Celedonia Ruiz. Comenzó a estudiar música con su padre, de quien aprendió la ejecución del cornetín. Fue asistido por su hermano mayor Jesús Isidoro y luego estudió con el maestro Alejandro Cousin. En el año 1888, a los 16 años, ingresó a la Banda de los Supremos Poderes, de la cual Cousin era el director.
Viaja a Honduras e ingresa a la Banda Nacional que dirigía entonces don Adalid Gamero, de quien aprendió a ejecutar barítono. Compuso la danza "El Nacatamal". Luego pasa a El Salvador, donde se incorpora a la Banda de los Supremos Poderes bajo la dirección del maestro Dreus y es en este país donde se enferma. Es cuidado en un hospital en donde obsequia a la Madre Superiora de ese centro unas "Avemarías", que posteriormente fueron enviadas a España para su ejecución.

## Aislamiento en el río Chiquito
En 1892 regresó a Nicaragua. Debido a su enfermedad tuvo que aislarse en una cabaña en las márgenes del río Chiquito, a doscientas varas al Poniente del Puente, en donde se dedica con ahínco a la composición musical. Queda completamente ciego a la edad de 22 años. De José de la Cruz Mena, se dice que usaba como diapasón un trozo de riel que colgaba del techo de su cabaña.
El doctor Edgardo Buitrago, intelectual leonés y biógrafo, escribe: 
"le obligó a encerrarse aún más dentro de sí mismo, dejando transcurrir su existencia al vaivén de una hamaca que colgaba de dos horcones de su rancho. Pero varios jóvenes músicos ofreciéndose para transcribir al pentagrama su inspiración, llegaban a visitarlo."
En el transcurso de los años, dictó sus obras musicales a discípulos y amigos como Jerónimo Castellón, Bernardino Turcios, Rubén Galiano, Pantaleón Vanegas y Daniel Cuadra, de quienes el Fondo Histórico Documental de la Música Nicaragüense posee varios manuscritos. 
El Presidente José Santos Zelaya fue gran admirador suyo. Tras el estreno de la marcha que el músico le dedicó, dispuso lo siguiente:
"se le concede una plaza de sargento para solventar sus necesidades, que se le respetara en su retiro del río Chiquito y que se le borrara de la lista de leprosos que habrían de transportar a la Isla de Aserradores."

## Ruinas
Con muchos valses compuestos con gran maestría, obtiene la fama en septiembre de 1904, durante la celebración de los primeros Juegos Florales de León, ganando el primer premio en música con el vals "Ruinas" que ejecutara doña Margarita Alonso en un solo de piano.
Formaron el jurado Marcelo Soto, Pablo Vega y Raudez, e Isaías Ulloa. Fue tal la alegría y el entusiasmo que provocó en el público su pieza que el galardonado -pese a su enfermedad- fue llamado al teatro Municipal para recibir la merecida aclamación:
"¡Viva Mena!"
Exclamaba repetidamente su pueblo al divisarlo en la galería más alta del teatro (llamada en lenguaje popular "el gallinero").

## Obra póstuma
Su hermano Manuel Roldán Mena, autorizó a don Juan Deshon para que se imprimieran póstumamente en Alemania sus valses "Ruinas"" y "Amores de Abraham". José María Vélez, un notable pianista español que hizo de Nicaragua su patria adoptiva, estuvo al cuidado de otra edición de los mismos valses, además de "Tus Ojos" y "Bella Margarita", dedicada a doña Margarita Lacayo Lacayo.
El primer director de sus famosos valses fue don Marcelo Soto.

## Su muerte
Más de diez años sufrió la terrible enfermedad. muriendo a la edad de 33 años en su ciudad natal el 22 de septiembre de 1907. Murió en una soledad amarga sufriendo los cruentos dolores de su enfermedad.
Sus funerales revistieron gran solemnidad y el Responso y la Misa Solemne de cuerpo presente se realizaron en la Capilla de la Catedral Metropolitana. acompañados por la Orquesta Filarmónica dirigida por el maestro Pablo Vega y Raudez.
Fue sepultado en el cementerio de Guadalupe hasta que en 2007 al conmemorarse el centenario de su muerte, sus restos fueron exhumados y sus cenizas ahora reposan dentro de una cripta en Catedral de su amada ciudad de León.

## Honores
El teatro municipal de la ciudad de León lleva su nombre. También numerosos colegios son nombrados con el nombre del compositor.